# Кесме шикесте
Кесме шикесте (азерб. Kəsmə şikəstə) — азербайджанский ритмический мугам (зерби-мугам). Имеет лирический и печальный характер. Основан на ладе (макам) сегях, музыкальный размер — 2/4.
Название «Кесме шикесте» было дано потому, что под инструментальное сопровождение некоторые музыкальные фрагменты исполняются отрывками. Кесме шикесте также называлась Бакинской шикесте.